# 나카야기역
나카야기역(일본어: 中八木駅, なかやぎえき)은 일본 효고현 아카시시에 있는 산요 전기철도 본선의 역이다. 역 번호는 SY 21이다.

## 역 구조
상대식 승강장 2면 2선의 지상역이다. 역사(개찰구)는 히메지 방면 승강장 측 고베 방향에 있고, 현재는 무인화되어 있다. 고베 방면 승강장의 고베 방향에는 근처에 있는 아카시조사이 고등학교 전용의 임시 출입구가 있어 등교 시간대에 사용되지만 IC정기 승차권에서는 이용할 수 없다. 또한, IC카드 PiTaPa는 쓸 수 있다. JR의 ICOCA도 사용할 수 있다. 역 창구는 있지만 낮 시간의 10시 정도에는 거의 셔터가 닫힌다.

### 승강장
| 역사측 | ■ 본선(하행) | 다카사고・히메지・아보시 방면 |  |
| 반대측 | ■ 본선(상행) | 아카시・산노미야・오사카 방면 |  |

## 역 주변
- 산요 전기철도 야기 종합 사무소(본선에서 사무실 내 용지의 인입선이 역의 히메지 방향에 있다)
- 아카시 원인 발굴지
- 아카시 코끼리 발견지
- 뵤부가우라 해안
- 효고 현립 아카시조사이 고등학교

## 역사
- 1923년 8월 19일: 고베히메지 전기철도 개통과 동시에 설치. 개통 당초에는 아카시 군 오쿠보 마을이었다.
- 1927년 4월 1일: 우지가와 전기에 의한 합병으로 본 회사의 역이 됨.
- 1933년 6월 6일: 우지가와 전기 철도 부문이 분리되어 산요 전기철도의 역이 됨.
- 1970년 7월: 상하행 승강장의 연결 지하도 설치.

## 인접역
| 산요 전기철도 ■ 본선               | 산요 전기철도 ■ 본선 | 산요 전기철도 ■ 본선             |
| ---------------------------------- | -------------------- | -------------------------------- |
| SY 20 후지에 우메다・니시다이 방면 | ■ 보통               | 에이가시마 SY 22 산요히메지 방면 |